# Sanniki
Sanniki è un comune rurale polacco del distretto di Gostynin, nel voivodato della Masovia.
Ricopre una superficie di 94,57 km² e nel 2004 contava 6 640 abitanti.